# Gottfried von Hexenagger

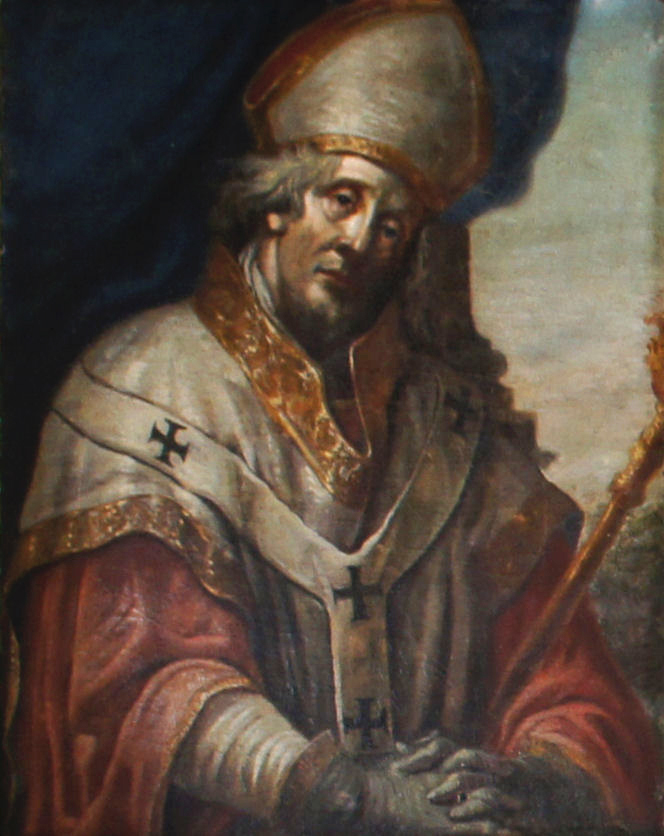
Gottfried von Hexenagger auf einem Gemälde im Fürstengang Freising

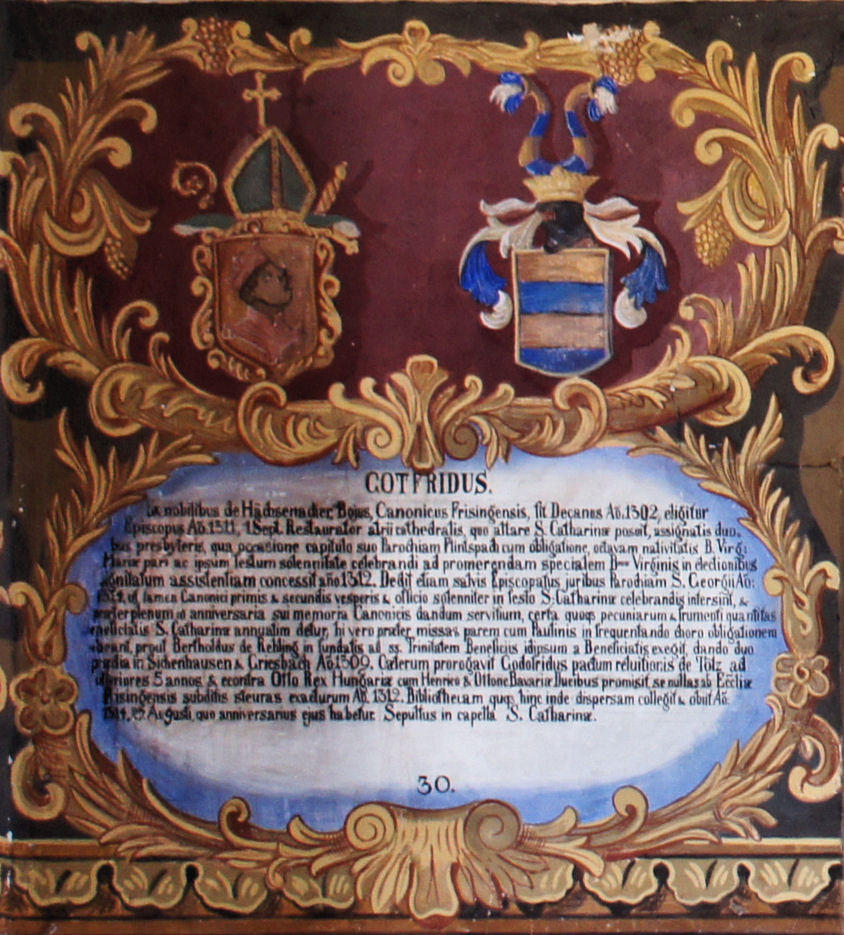
Wappentafel von Gottfried von Hexenagger im Fürstengang Freising

Grabmal Bischof Gottfried von Hexenagger, ca. 1310

Gottfried von Hexenagger († 27. August 1314) war in den Jahren 1311 bis 1314 der 30. Bischof von Freising.
Gottfried von Hexenagger ist ab 1302 als Domherr in Freising nachgewiesen. Er stammte aus dem Geschlecht der Herren von Hexenagger (heute Gemeinde Altmannstein, Landkreis Eichstätt). Für das Jahr 1309 ist ein Jurastudium an der Universität Bologna belegt. Zum Bischof von Freising wurde er im Herbst 1311 bestimmt. Gottfried war schon unter seinem Vorgänger Emicho Wildgraf von Kyrburg als gelehrter Domschulmeister und dessen Sachwalter in geistlichen Dingen bekannt; vor seiner Wahl war er Magister, Archidiakon und Domdekan in Freising. Er wurde wohl auf Grund seiner Bildung und seines geistlichen Ansehens vom Domkapitel gewählt.
Unter seiner Herrschaft kam es – relativ spät – zur Entfaltung der Gotik in Freising; als erstes Bauwerk dieser Stilrichtung ließ er die Domvorhalle mit einem Kreuzrippengewölbe ausstatten (1314) und einen Katharinenaltar errichten. Eine Vergrößerung des bischöflichen Territoriums gelang Gottfried nicht. Er musste anfangs sogar erhebliche finanzielle Mittel aufwenden, um die Rechte an seinen Besitzungen in Österreich, in der Krain und in Kärnten von Friedrich dem Schönen sowie von Graf Alexander von Görz und Heinrich III. von Görz zurückzukaufen. Gottfried verstand es geschickt, zwischen Ludwig dem Bayer und Friedrich den Schönen im Kampf um die Vormachtstellung im Heiligen Römischen Reich deutscher Nation zu lavieren und keine der beiden Seiten zu bevorzugen, aber von jedem Vorteile herauszuholen.
1314 unternahm er wegen der Streitigkeiten zwischen Ludwig und Friedrich eine Reise nach Österreich, um sich um die freisingischen Besitzungen zu kümmern. Wie sein Vorgänger Emicho starb er am 27. August 1314 infolge einer Krankheit in Wien. Sein Leichnam wurde nach Freising überführt und in seiner Katharinenkapelle beigesetzt.